# نهر ويسكونسن
نهر ويسكونسن هو أحد روافد نهر المسيسيبي في ولاية ويسكونسن الأمريكية. وهو أطول نهر في الولاية. اسم النهر الذي سجله جاك ماركيت لأول مرة في عام 1673 باسم مسكوسينج متجذر في لغات ألجونكويان التي تستخدمها قبائل الهنود الأمريكيين في المنطقة لكن معناه الأصلي غامض. قام المستكشفون الفرنسيون الذين تبعوا في أعقاب ماركيت في وقت لاحق بتعديل الاسم إلى Ouisconsin وهكذا ظهر في خريطة ويليام ديليسل. بُسِّطَ الاسم إلى ويسكونسن في أوائل القرن التاسع عشر قبل تطبيقه على إقليم ويسكونسن وأخيراً ولاية ويسكونسن.
ينبع نهر ويسكونسن من غابات منطقة بحيرة نورث وودز في شمال ولاية ويسكونسن في صحراء لاك فيو بالقرب من حدود شبه جزيرة ميشيغان العليا. يتدفق جنوبًا عبر السهل الجليدي لوسط ولاية ويسكونسن ويمر عبر واوسو وستيفنز بوينت وويسكونسن رابيدز. في جنوب ولاية ويسكونسن يصادف ركام جليدي الذي تشكل خلال العصر الجليدي الأخير حيث يشكل ديلز نهر ويسكونسن. شمال ماديسون في بورتاج يتحول النهر إلى الغرب ويتدفق عبر التلال الغربية المرتفعة في ويسكونسن وينضم إلى نهر المسيسيبي على بعد حوالي 3 أميال (4.8) كم) جنوب برايري دو شين.
أعلى شلال على النهر هو غراندفاذر في مقاطعة لينكولن. ينشئ الحدود بين مقاطعات آدامز وجونو وكولومبيا وساوك ودين وأيوا وريتشلاند وغرانت وكروفورد مما يخلق حدود المقاطعات الطبيعية الوحيدة داخل الولاية (باستثناء نهر المسيسيبي والبحيرات العظمى).